# Atassi
Pour la famille syrienne, voir Famille Atassi.
L’atassi, ou watché est une spécialité culinaire du Bénin et du Togo. C'est un mélange de riz et de haricot. On l'appelle atassi dans le Sud du pays en langue fongbé, watché au nord en langue dendi et Ayimonlou au Togo.

## Descriptions
C'est l'un des plats les plus consommés comme plat de résistance au Bénin et au Togo. Il se consomme différemment selon la région. Dans le Sud du Bénin, il est accompagné d'une sauce tomate à l'huile que l'on appelle le dja, ou friture, et dans le nord de piment assaisonné. L’atassi peut s'accompagner d’œuf, de viande, de fromage.
Si le watché se prépare de la même façon du nord au sud, le choix du riz et du haricot revêtent une grande importance : selon le riz ou le haricot, la  texture du watché varie,,,,.